# Lee Hak-jong
Lee Hak-jong (이학종?; 17 febbraio 1961) è un ex calciatore sudcoreano, di ruolo centrocampista.

## Carriera

### Nazionale
Nel 1987 viene convocato per la President's Cup, torneo annuale organizzato in Corea del Sud, ma viene impiegato solo con la nazionale B.
L'esordio con la rappresentativa nazionale maggiore avviene nel 1989, nello stesso anno colleziona tre presenze ed una rete nelle qualificazioni al campionato mondiale di calcio 1990.

## Statistiche

### Cronologia presenze e reti in nazionale
| Cronologia completa delle presenze e delle reti in nazionale ― Corea del Sud | Cronologia completa delle presenze e delle reti in nazionale ― Corea del Sud | Cronologia completa delle presenze e delle reti in nazionale ― Corea del Sud | Cronologia completa delle presenze e delle reti in nazionale ― Corea del Sud | Cronologia completa delle presenze e delle reti in nazionale ― Corea del Sud | Cronologia completa delle presenze e delle reti in nazionale ― Corea del Sud | Cronologia completa delle presenze e delle reti in nazionale ― Corea del Sud | Cronologia completa delle presenze e delle reti in nazionale ― Corea del Sud |
| Data                                                                         | Città                                                                        | In casa                                                                      | Risultato                                                                    | Ospiti                                                                       | Competizione                                                                 | Reti                                                                         | Note                                                                         |
| ---------------------------------------------------------------------------- | ---------------------------------------------------------------------------- | ---------------------------------------------------------------------------- | ---------------------------------------------------------------------------- | ---------------------------------------------------------------------------- | ---------------------------------------------------------------------------- | ---------------------------------------------------------------------------- | ---------------------------------------------------------------------------- |
| 25-05-1989                                                                   | Seul                                                                         | Corea del Sud                                                                | 9 – 0                                                                        | Nepal                                                                        | Qual. Mondiali 1990                                                          | -                                                                            | [ 4 ]                                                                        |
| 03-06-1989                                                                   | Singapore                                                                    | Nepal                                                                        | 0 – 4                                                                        | Corea del Sud                                                                | Qual. Mondiali 1990                                                          | 1                                                                            | [ 4 ]                                                                        |
| 07-06-1989                                                                   | Singapore                                                                    | Singapore                                                                    | 0 – 3                                                                        | Corea del Sud                                                                | Qual. Mondiali 1990                                                          | -                                                                            | [ 4 ]                                                                        |
| Totale                                                                       |                                                                              | Presenze                                                                     | 3                                                                            |                                                                              | Reti                                                                         | 1                                                                            |                                                                              |